# Peter den Store (film fra 1937)
 For alternative betydninger, se Peter den Store (flertydig). (Se også artikler, som begynder med Peter den Store)
Peter den Store (russisk: Пётр Первый) er en sovjetisk film fra 1937 af Vladimir Petrov.

## Medvirkende
- Nikolaj Simonov som Peter den Store
- Mikhail Zjarov som Aleksandr Mensjikov
- Nikolaj Tjerkasov som Aleksej
- Mikhail Tarkhanov som Boris Sjeremetev
- Viktor Dobrovolskij som Jaguzjinskij